# 台北鳥店街
台北鳥店街又稱萬華鳥街、和平西路鳥街，是位於台北市萬華區和平西路三段，艋舺大道與南寧路之間，聚集許多鳥店的一個路段，長約100-200公尺，共有二十餘家鳥店聚集，販賣各式種類的寵物鳥及飼料、鳥籠與器皿等養鳥所需用品，是北台灣寵物鳥交易的重要據點。

## 沿革

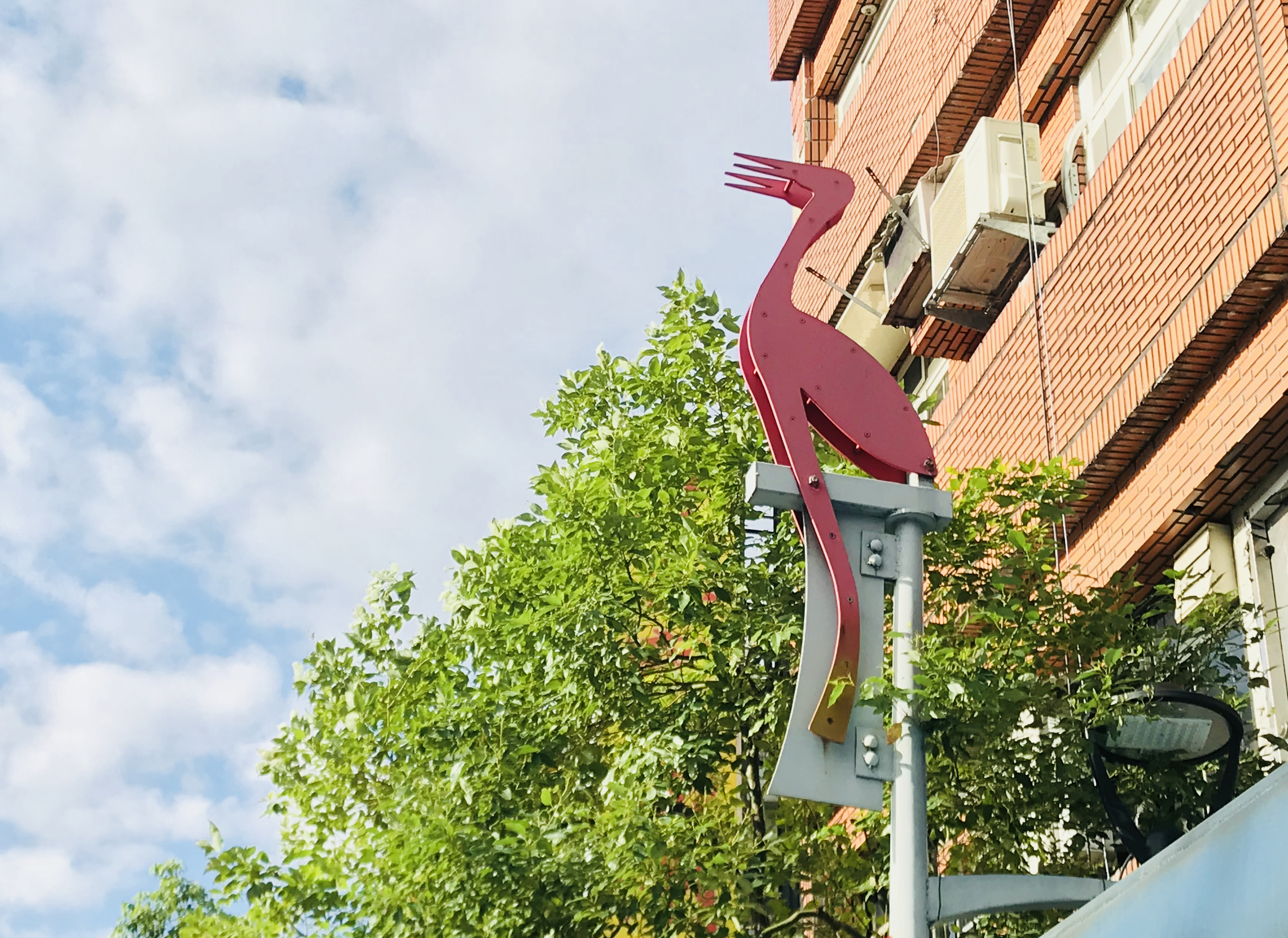
鳥街人行道上的路燈，頂端有鳥類圖案的裝飾

早期台北市販賣寵物鳥的商家多是路邊攤販，沒有實體店面，且因異味與噪音而為一般住家、店家所排斥。1979年，跨越台鐵軌道的和平陸橋在此建立，橋柱使這裡的店面變得陰暗且狹窄，因而租金低廉，1979年起陸續有鳥店在此開張，逐漸形成鳥店街。和平陸橋於2002年拆除後，台北市政府輔導商圈自治組織轉型，欲打造鳥店街成為特色商圈，現在和平西路馬路中央的分隔島設立了鳥類形狀的雕飾，人行道上設立鳥類造型的特色路燈，地上磁磚也設計各種鳥類的圖案，鳥店街從傳統產業逐漸朝向觀光發展。
2005年，台北鳥店街生意曾受禽流感疫情衝擊，並有許多民眾將鳥類棄養於此。2016年7月28日晚間，鳥街一間鳥店的二樓倉庫發生火災，雖沒有造成人員傷亡，但有許多鳥因搶救不及而喪生。

## 圖集

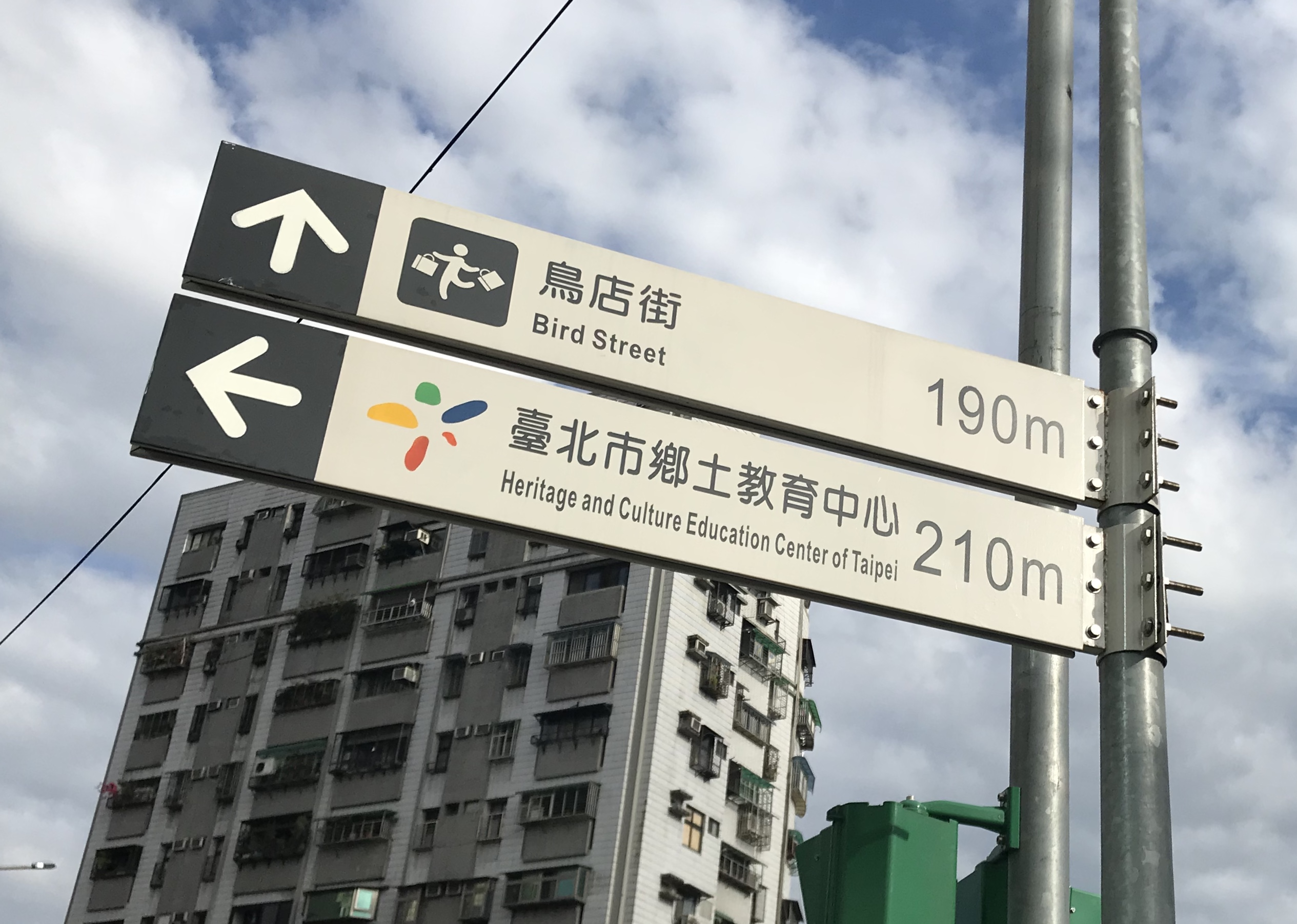
和平西路與南寧路口的鳥店街指標
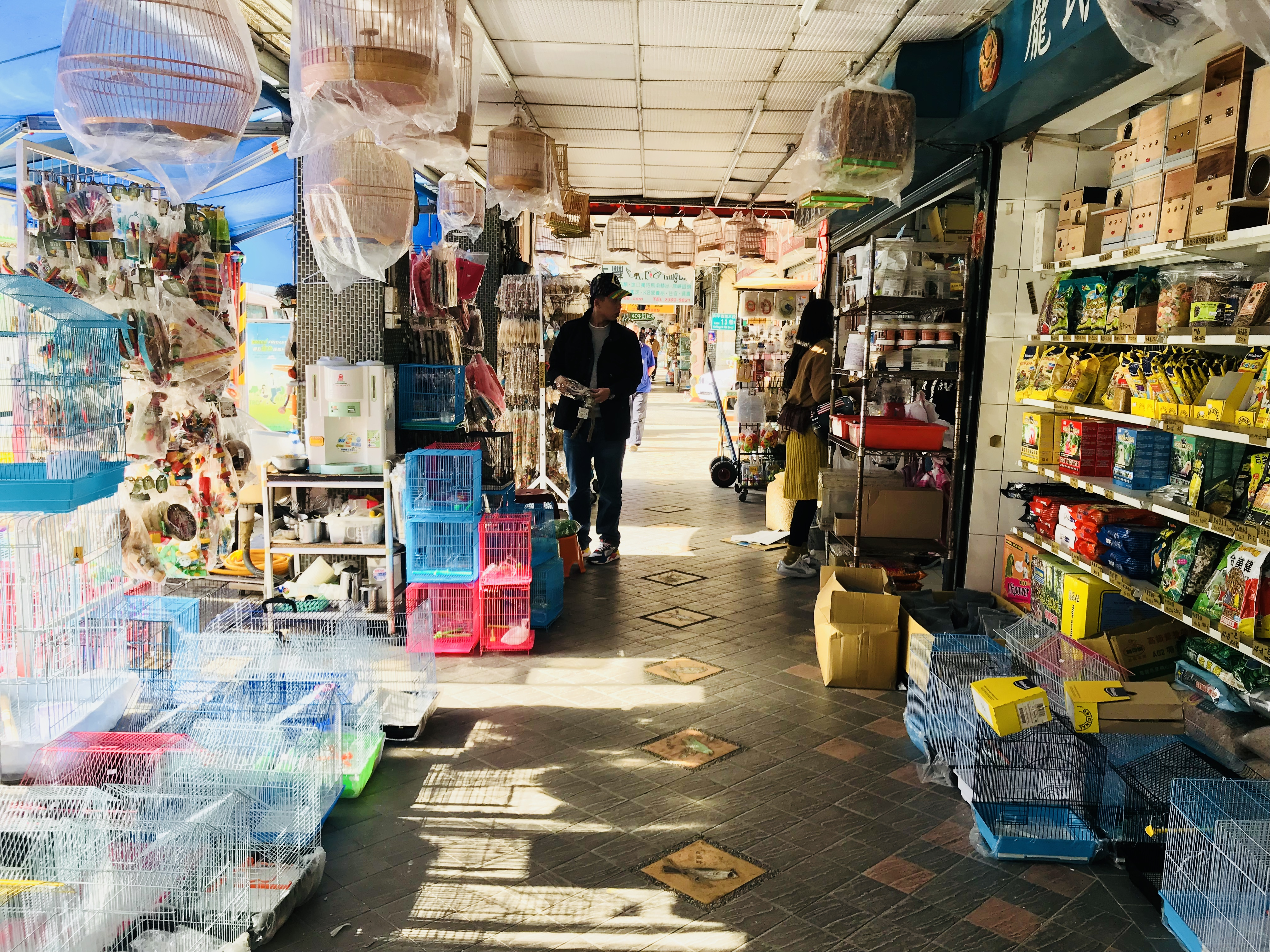
台北鳥店街的人行道一景
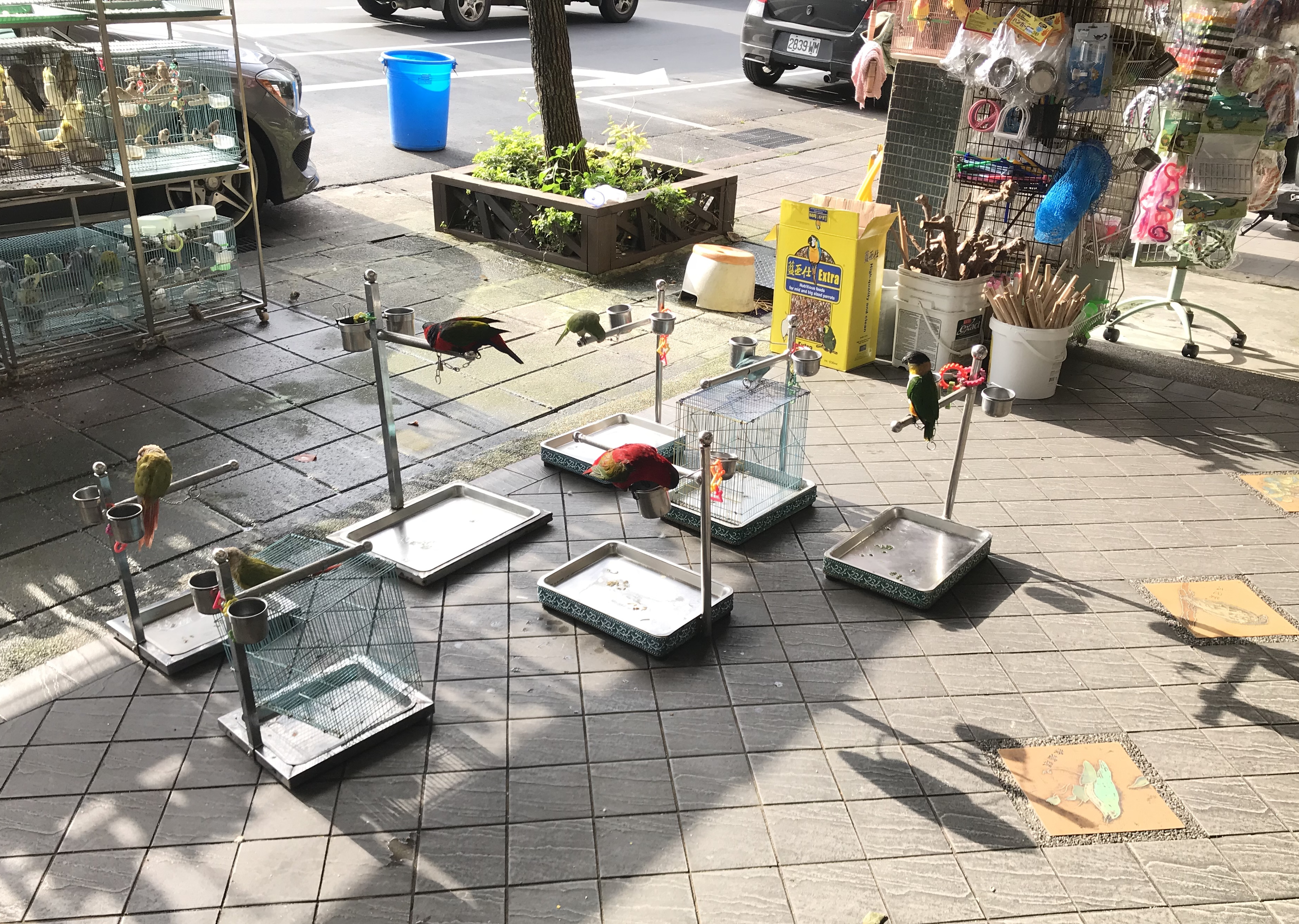
人行道上展示的鳥類
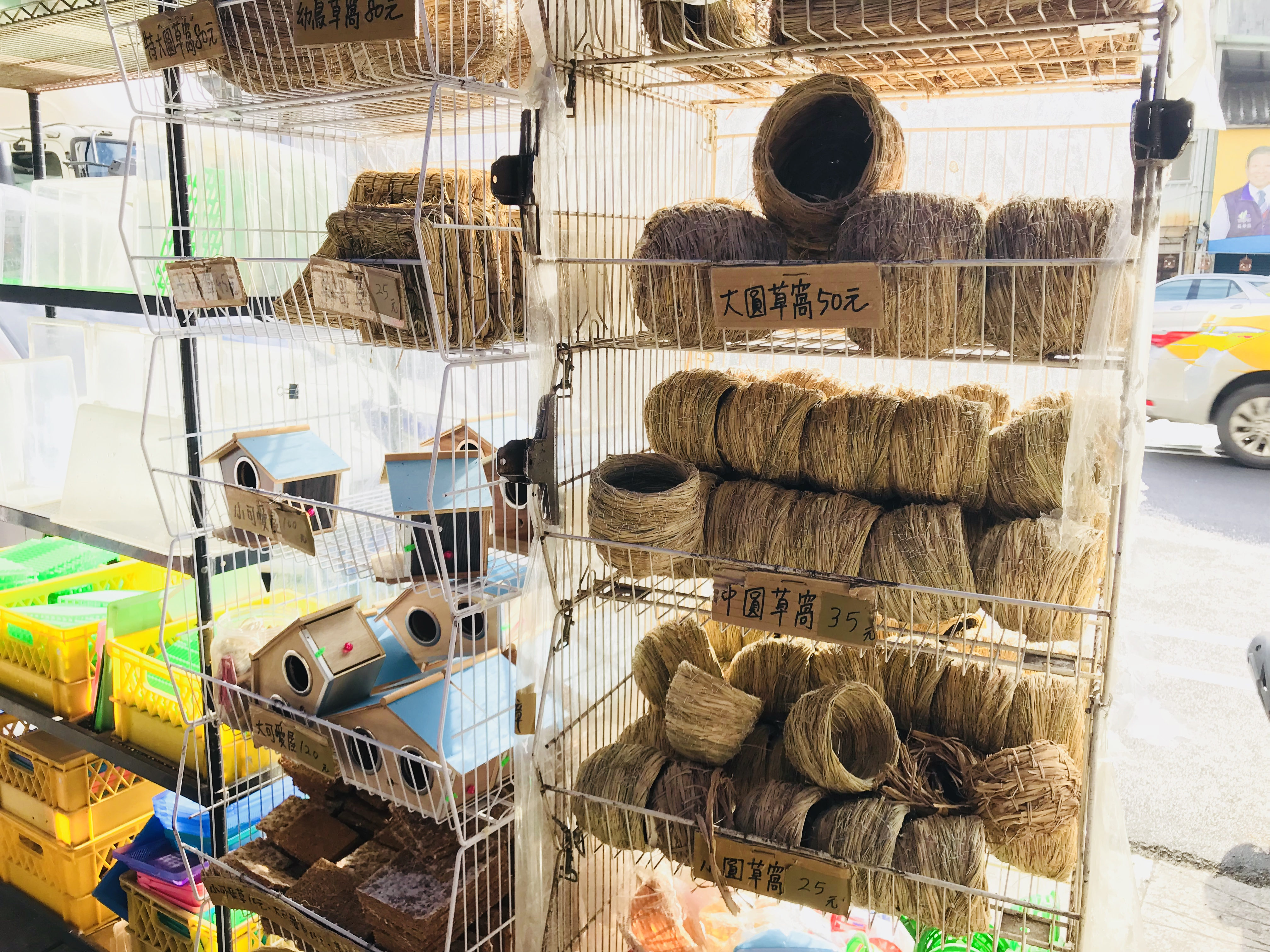
鳥店販賣的鳥巢
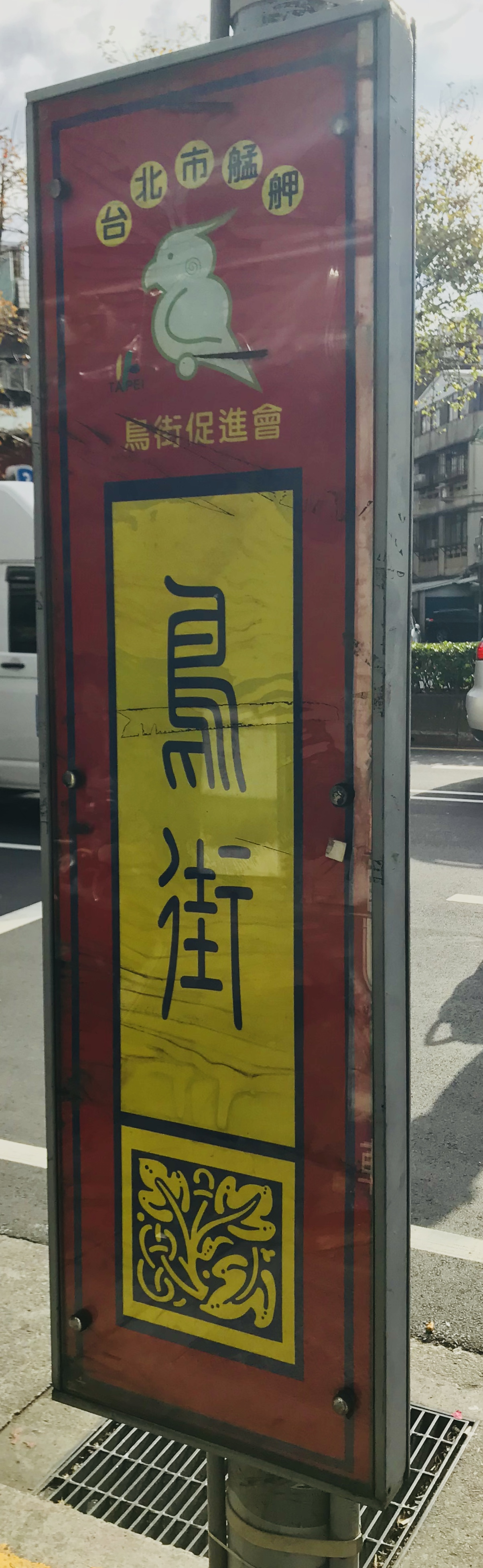
鳥街看板